# Akropolis-Turnier 1992
Die sechste Auflage des Akropolis-Basketball-Turniers 1992 fand zwischen dem 8. und 10. Juni 1992 in Piräus statt. Ausgetragen wurden die insgesamt sechs Spiele im Stadion des Friedens und der Freundschaft.
Neben der gastgebenden Griechischen Nationalmannschaft nahmen auch die Nationalmannschaften aus Frankreich und Italien teil. Das Teilnehmerfeld komplettierte die Mannschaft aus Litauen die nur wenige Wochen später bei den Olympischen Spielen in Barcelona die Bronzemedaille gewinnen konnte.
Zu den Stars des Akropolis-Turniers 1992 gehörten neben dem Griechen Panagiotis Giannakis auch Artūras Karnišovas, Rimas Kurtinaitis, Šarūnas Marčiulionis sowie Arvydas Sabonis aus Litauen.

## Begegnungen
| 8. Juni 1992  | Griechenland | 65 - 57  | Frankreich |
| 8. Juni 1992  | Italien      | 94 - 116 | Litauen    |
| 9. Juni 1992  | Griechenland | 83 - 81  | Litauen    |
| 9. Juni 1992  | Italien      | 89 - 81  | Frankreich |
| 10. Juni 1992 | Frankreich   | 78 - 109 | Litauen    |
| 10. Juni 1992 | Griechenland | 75 - 65  | Italien    |

## Tabelle
| Rang | Land         | Punkte | Körbe   |
| ---- | ------------ | ------ | ------- |
| 1    | Griechenland | 6      | 223-203 |
| 2    | Litauen      | 5      | 306-255 |
| 3    | Italien      | 4      | 248-272 |
| 4    | Frankreich   | 3      | 216-263 |